# Lestelle-de-Saint-Martory
Lestelle-de-Saint-Martory település Franciaországban, Haute-Garonne megyében. Lakosainak száma 434 fő (2022. január 1.). Lestelle-de-Saint-Martory Beauchalot, Castillon-de-Saint-Martory, Figarol, Montsaunès és Saint-Martory községekkel határos.

## Népesség
A település népességének változása:
| Lakosok száma | 417  | 388  | 356  | 376  | 453  | 442  | 440  | 437  | 435  | 434  |
|               | 1968 | 1982 | 1990 | 2006 | 2013 | 2015 | 2017 | 2019 | 2020 | 2022 |